# Koani
Koani je naselje na krajnjem istoku Tanzanije, u autonomnoj oblasti Zanzibar, na otoku Unguji. Upravno je sjedište regije Zanzibar Central/South.
Godine 2002. Koani je imao 2.146 stanovnika.